# Administracja państwowa
Administracja państwowa – funkcja państwa polegająca na praktycznym i bezpośrednim wykonywaniu jego zadań, odróżniana od funkcji ustawodawczej i od wymiaru sprawiedliwości; także zespół organów państwa pełniących tę funkcję. 
Określenie to stosowano w Polsce od zmian ustrojów z 1950 i 1952 do 1990 na oznaczenie zespołu zadań administracji państwowej, jak też wykonujących je organów: naczelnych i centralnych (ministrowie, kierownicy urzędów centralnych) oraz terenowych (terenowe organy od 1972 i 1975 – wojewodowie, prezydenci miast, naczelnicy miast, gmin i dzielnic). Wraz z wprowadzeniem samorządu terytorialnego w 1990, administrację państwową zaczęto również nazywać administracją rządową.

## Cechy administracji państwowej
1. Administracja działa w imieniu państwa i na rachunek państwa.
2. Administracja ma zawsze charakter polityczny.
3. Administracja działa na podstawie prawa i w granicach dla niej wyznaczonych.
4. Administracja winna działać w interesie publicznym.
5. Administracja działa w ramach przyznanej prawem kompetencji.
6. Administracja ma charakter bezosobowy.
7. Administracja ma charakter władczy.
8. Administracja działa na zasadzie kierownictwa i podporządkowania.
9. Administracja jest zespołem osób działających w administracji, którzy pracują zawodowo i stanowią fachowy personel.
10. Administracja musi działać w sposób ciągły i stabilny.

## Organy administracji państwowej
Organy administracji państwowej ze względu na terytorialny zasięg działania można podzielić na:
- organy naczelne,
- organy centralne,
- organy terenowe.

### Organy naczelneadministracji państwowej
Organy naczelne mają następujące cechy:
- są powoływane przez Prezydenta (bezpośrednio lub po wyborze przez Sejm),
- są organami zwierzchnimi wobec innych organów,
- ponoszą odpowiedzialność konstytucyjną i polityczną.

Naczelne organy administracji stanowią:
1. Prezydent:
- reprezentuje państwo na zewnątrz,
- pełni funkcję naczelnego organu administracji państwowej,
- na podstawie ustaw i w celu ich wykonania wydaje rozporządzenia i zarządzenia,
- może wprowadzać stan wojenny i stan wyjątkowy,
- ratyfikuje i wypowiada umowy międzynarodowe,
- nadaje ordery, odznaczenia i tytuły honorowe,
- może zwoływać i przewodniczyć Radzie Ministrów,
- wydaje decyzje w zakresie nadawania i zwalniania z obywatelstwa,
- stosuje prawo łaski,
- powołuje Prezesa Rady Ministrów, Radę Ministrów.

2. Rada Ministrów:
- jest organem wykonawczym,
- w skład Rady wchodzą: Prezes Rady Ministrów, wiceprezesi Rady Ministrów, ministrowie, przewodniczący określonych w ustawach komitetów,
- najważniejszym zadaniem Rady Ministrów jest prowadzenie na bieżąco polityki państwa i rządzenie państwem,
- prowadzi politykę wewnętrzną i zagraniczną ,
- zapewnia wykonanie ustaw,
- wydaje rozporządzenia,
- koordynuje i kontroluje prace organów administracji rządowej,
- chroni interesy Skarbu Państwa,
- uchwala projekt budżetu państwa,
- zapewnia bezpieczeństwo wewnętrzne państwa oraz porządek publiczny,
- zapewnia bezpieczeństwo zewnętrzne państwa,
- sprawuje ogólne kierownictwo w dziedzinie obronności kraju,
- zawiera umowy międzynarodowe wymagające ratyfikacji oraz zatwierdza i wypowiada inne umowy międzynarodowe.

3. Prezes Rady Ministrów:
- reprezentuje Radę Ministrów,
- kieruje pracami Rady Ministrów,
- wydaje rozporządzenia,
- zapewnia wykonywanie polityki Rady Ministrów i określa sposoby jej wykonywania,
- koordynuje i kontroluje pracę członków Rady Ministrów,
- sprawuje nadzór nad samorządem terytorialnym w granicach i formach określonych w Konstytucji i ustawach,
- jest zwierzchnikiem służbowym pracowników administracji rządowej.

4. Ministrowie.
Do najważniejszych funkcji ministra należy:
- kierowanie określonymi działami administracji lub wypełnianie zadań wyznaczonych przez Prezesa Rady Ministrów,
- wydawania rozporządzeń i zarządzeń,
- wydawanie decyzji administracyjnych,
- kierowanie resortem,
- inicjowanie i opracowywanie polityki rządu w zakresie swojego działania,
- kierowanie, nadzorowanie i kontrolowanie podległych organów, urzędów i jednostek organizacyjnych,
- współdziałanie z innymi ministrami w zakresie opracowywania i realizowania polityki rządu,
- współdziałanie z jednostkami samorządu terytorialnego, organizacjami zawodowymi, stowarzyszeniami społecznymi,
- pełnienie funkcji szczególnych wynikających ze specjalnego statusu ministra w określonej sprawie.

### Organy centralneadministracji państwowej
Organy centralne administracji (inaczej urzędy centralne) działają na podstawie właściwych ustaw czy statutów nadawanych przez Prezesa Rady Ministrów w drodze rozporządzenia i regulaminów organizacyjnych nadawanych przez kierownika urzędu w drodze zarządzenia.
Za najbardziej typowe urzędy centralne uważa się:
- inspekcje, prowadzące kontrolę przestrzegania ustanowionych standardów w określonej dziedzinie działalności,
- urzędy regulacyjne, wydające licencje na prowadzenie różnego typu działalności i sprawdzające poprawność wykonywania warunków tych licencji,
- urzędy standaryzacyjne i certyfikacyjne,
- urzędy nadzorcze nad pewnymi sferami działalności,
- urzędy wykonujące specjalne zadania publiczne,
- urzędy świadczące usługi publiczne.

Funkcje urzędów centralnych:
- współtworzenie polityki rządowej,
- wydawanie aktów prawnych,
- rozstrzyganie konkretnych spraw w drodze aktów administracyjnych,
- sprawowanie kontroli i nadzoru.

### Organy terenowe administracji państwowej
Terenową administrację na terenie województwa sprawują:
- wojewoda,
- działający pod nadzorem wojewody kierownicy zespolonych służb, inspekcji i straży, wykonujący zadania i kompetencje określone w ustawach w imieniu:
  - wojewody, z ustawowego upoważnienia,
  - własnym, jeżeli ustawy tak stanowią,
- organy administracji niezespolonej,
- organy samorządu terytorialnego, jeżeli wykonywanie zadań administracji wynika z ustawy lub z zawartego porozumienia,
- działający pod zwierzchnictwem starosty kierownicy powiatowych służb, inspekcji i straży, wykonujący zadania i kompetencje określone w ustawach,
- organy innych samorządów, jeżeli wykonanie zadań administracji następuje na podstawie ustawy lub porozumienia.

Na szczeblu wojewódzkim administracją kieruje wojewoda, który:
- jest przedstawicielem Rady Ministrów w województwie,
- jest organem nadzoru nad jednostkami samorządu terytorialnego,
- jest reprezentantem Skarbu Państwa w zakresie określonym w odrębnych ustawach.